# Heteropogon dorothyae
Heteropogon dorothyae là một loài ruồi trong họ Asilidae. Heteropogon dorothyae được Martin miêu tả năm 1962. Loài này phân bố ở vùng Tân nhiệt đới.